# 希达悦·阿沙尼
希达悦·阿沙尼，印尼华裔政治人物，企业家，其名下的集团拥有多家企业。曾任邦加-勿里洞省副省长，印尼锡业协会主席。